# Tachuri-campainha
Falso-tódi-de-ninho-suspenso ou tachuri-campainha (Hemitriccus nidipendulus) é uma espécie de ave da família Tyrannidae.
É endémica do Brasil.
Os seus habitats naturais são: florestas subtropicais ou tropicais húmidas de baixa altitude e florestas secundárias altamente degradadas.